# Olavanna
Olavanna is een census town in het district Kozhikode van de Indiase staat Kerala. 

## Demografie
Volgens de Indiase volkstelling van 2001 wonen er 30927 mensen in Olavanna, waarvan 49% mannelijk en 51% vrouwelijk is. De plaats heeft een alfabetiseringsgraad van 83%. 